# F1 Manager 2024
F1 Manager 2024 ist ein offizielles Rennmanagement-Simulationsspiel zur Formel-1-, Formel-2- und Formel-3-Meisterschaft 2024, das von Frontier Developments entwickelt und veröffentlicht wurde. Das Spiel erschien am 23. Juli 2024 für Microsoft Windows, PlayStation 4, PlayStation 5, Xbox One, Xbox Series X/S und Nintendo Switch.

## Spielprinzip
Neben dem traditionellen Gameplay der Serie enthält F1 Manager 2024 einen neuen „Create A Team“-Modus, der es den Spielern ermöglicht, zum ersten Mal als elftes Team im Grid teilzunehmen. Dies gibt den Spielern die Möglichkeit, ein Fahrzeug mit einer individuellen Lackierung für ihr Team zu erstellen, zusätzlich zu den standardmäßigen Management-Fähigkeiten, die verfügbar sind, wenn sie eines der bestehenden Teams auswählen. Der im F1 Manager 2023 eingeführte Rennwiedergabemodus kehrt ebenfalls zurück und ermöglicht es den Spielern, Momente der realen Saison 2024 noch einmal zu erleben. Die F1-Kommentatoren von Sky Sports, David Croft und Karun Chandhok, sind zurückgekehrt, um die Schlüsselmomente im Spiel zu kommentieren.

## Entwicklung und Veröffentlichung
F1 Manager 2024 ist der dritte Titel in der F1-Manager-Reihe, wobei alle drei Titel von Frontier Developments im Vereinigten Königreich entwickelt und veröffentlicht wurden. Neben der regulären Veröffentlichung für PlayStation 4, PlayStation 5, Windows, Xbox One und Xbox Series X/S wird das Spiel auch zum ersten Mal in der Reihe für die Nintendo Switch veröffentlicht. Das Spiel wurde am 23. Juli 2024 veröffentlicht.

## Rezeption
Sowohl die Xbox-Series-X- als auch die PC-Versionen von F1 Manager 2024 erhielten laut der Bewertungsaggregator-Website Metacritic „allgemein positive“ Bewertungen und erzielten eine Durchschnittswertung von 7/10 oder 8/10 gemäß OpenCritic.